# Unité urbaine de Charly-sur-Marne
L'unité urbaine de Charly-sur-Marne est une unité urbaine française centrée sur Charly-sur-Marne, commune du sud du département de l'Aisne.

## Situation géographique
L'unité urbaine de Charly-sur-Marne est située dans le sud du département de l'Aisne, dans l'arrondissement de Château-Thierry. Elle est située à l'ouest de la région Grand Est et au nord de l'Île-de-France, dans la région des Hauts-de-France.
Traversée par la Marne, Charly-sur-Marne est le centre urbain principal de sa petite agglomération, même si elle se situe à proximité de Château-Thierry à 11,4 km et de son unité urbaine, dont elle est limitrophe.
Elle est située à 70 km de Laon, préfecture du département de l'Aisne, à 51 km de Reims et à 70 km de Paris, avec lesquelles les liens sont plus importants par rapport à Amiens et à Lille.

## Données générales
En 2020, selon l'INSEE, l'unité urbaine de Charly-sur-Marne est composée de cinq communes, toutes situées dans le département de l'Aisne, plus précisément dans l'arrondissement de Château-Thierry.
En 2022, avec 6 908 habitants, elle constitue la neuvième unité urbaine du département de l'Aisne, se classant loin après les unités urbaines de Saint-Quentin (1er rang départemental) et de Soissons (2e rang départemental) et de Laon (3e rang départemental). Elle se situe derrière celle de Villers-Cotterêts et d'Hirson mais elle devance celle de Bohain-en-Vermandois et de Guise dans le département de l'Aisne.
En 2022, sa densité de population qui s'élève à 121 hab/km2 en fait une unité urbaine densément peuplée mais nettement moins élevée que celles de Saint-Quentin (1 320 hab/km2) et de Soissons (763 hab/km2).

## Délimitation de l'unité urbaine de 2020
En 2020, l'INSEE a procédé à une révision des délimitations des unités urbaines de la France ; celle de Charly-sur-Marne a conservé son périmètre de 2010. Lors de la précédente révision en 2010, elle n'a reçu aucune modification par rapport zonage de 1999 et compte cinq communes urbaines.

### Liste des communes
La liste ci-dessous comporte les communes appartenant à l'unité urbaine de Charly-sur-Marne selon la nouvelle délimitation de 2020 et sa population municipale en 2022 :
| Code Insee | Nom                  | Type         | Superficie (km2) | Population (hab.) | Densité (hab./km2) |
| ---------- | -------------------- | ------------ | ---------------- | ----------------- | ------------------ |
| 02163      | Charly-sur-Marne     | Ville-centre | 20,52            | 2 584             | 125,9              |
| 02555      | Nogent-l'Artaud      | Banlieue     | 23,99            | 2 089             | 87,1               |
| 02653      | Romeny-sur-Marne     | Banlieue     | 4,23             | 466               | 110,2              |
| 02701      | Saulchery            | Banlieue     | 2,63             | 695               | 264,3              |
| 02818      | Villiers-Saint-Denis | Banlieue     | 7,57             | 1 074             | 141,9              |

## Évolution démographique
L'unité urbaine d'Hirson affiche une évolution démographique en croissante constante. Elle compte 4 712 habitants en 1968 et dépasse le seuil démographique des 5 000 habitants en 1982 puis des 6 000 habitants en 1990 et des 7 000 habitants en 2009. L'unité urbaine atteint les 7 139 habitants en 2017.
| 1968  | 1975  | 1982  | 1990  | 1999  | 2007  | 2012  | 2017  |
| ----- | ----- | ----- | ----- | ----- | ----- | ----- | ----- |
| 4 712 | 4 881 | 5 499 | 6 080 | 6 698 | 7 026 | 7 023 | 7 139 |